# Judmann

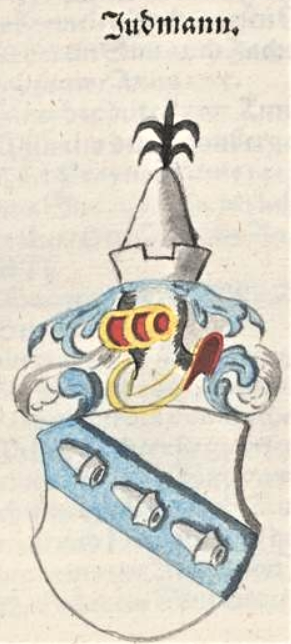
Wappen bei Wiguleus Hund

Judmann (auch Judmann von Affeking) war der Name eines altbayrischen Adelsgeschlechts, das zwischen den Jahren 1165 und 1490 nachweisbar ist. Name und Wappen geben Hinweise auf eine jüdische Herkunft des Geschlechts. Es spielte eine wichtige Rolle am Hof der Wittelsbacher vom Herzogtum Bayern bis zum Ende des Heiligen Römischen Reichs.

## Geschichte
Die am frühesten belegte Person des Geschlechts war Fridrich Judmann, im Jahr 1165 Turnierkämpfer im ‚10. Thurnier zu Zürch‘.
Albrecht Judmann wurde im Jahr 1310 von Herzog Rudolf durch einen Brief mit der Grafschaft Moosburg belehnt. Karl Häberlin vermutete in Judmann eine mögliche jüdische Herkunft der Familie. Albrecht Judmann war um 1310 oberster Marschall in Bayern und zuvor, um 1294 Hofmeister unter Herzog Rudolf.
Heinrich, genannt Judmann, war um 1283 Ministerialer bzw. Hofmeister Ludwigs II.
Heinrich und Albrecht seien nach Johann Michael Wilhelm von Prey Söhne eines Friedrichs gewesen und Albrechts Söhne: Hiltbrand, Arnold, Otto und Gebhard. Nach einer anderen Quelle waren Elspeth und Guta (wohl verheiratete Eglinger) Schwestern Arnolds und seine Gattin: Greymolde von Preising zu Köpfspurg. In einer Urkunde vom 25. Juli 1330 erscheinen Arnolt und Berchtold, Söhne des Albrecht. Dem Rittergeschlecht gehörte einst die Burg Strauppen.
Zeitlich folgen einige kurze urkundliche Nachrichten, von denen die meisten von Turnierteilnahmen handeln. Der letzte Nachricht über diese Familie handelt von Hans Judmann bzw. seinem Ableben im Jahr 1490.

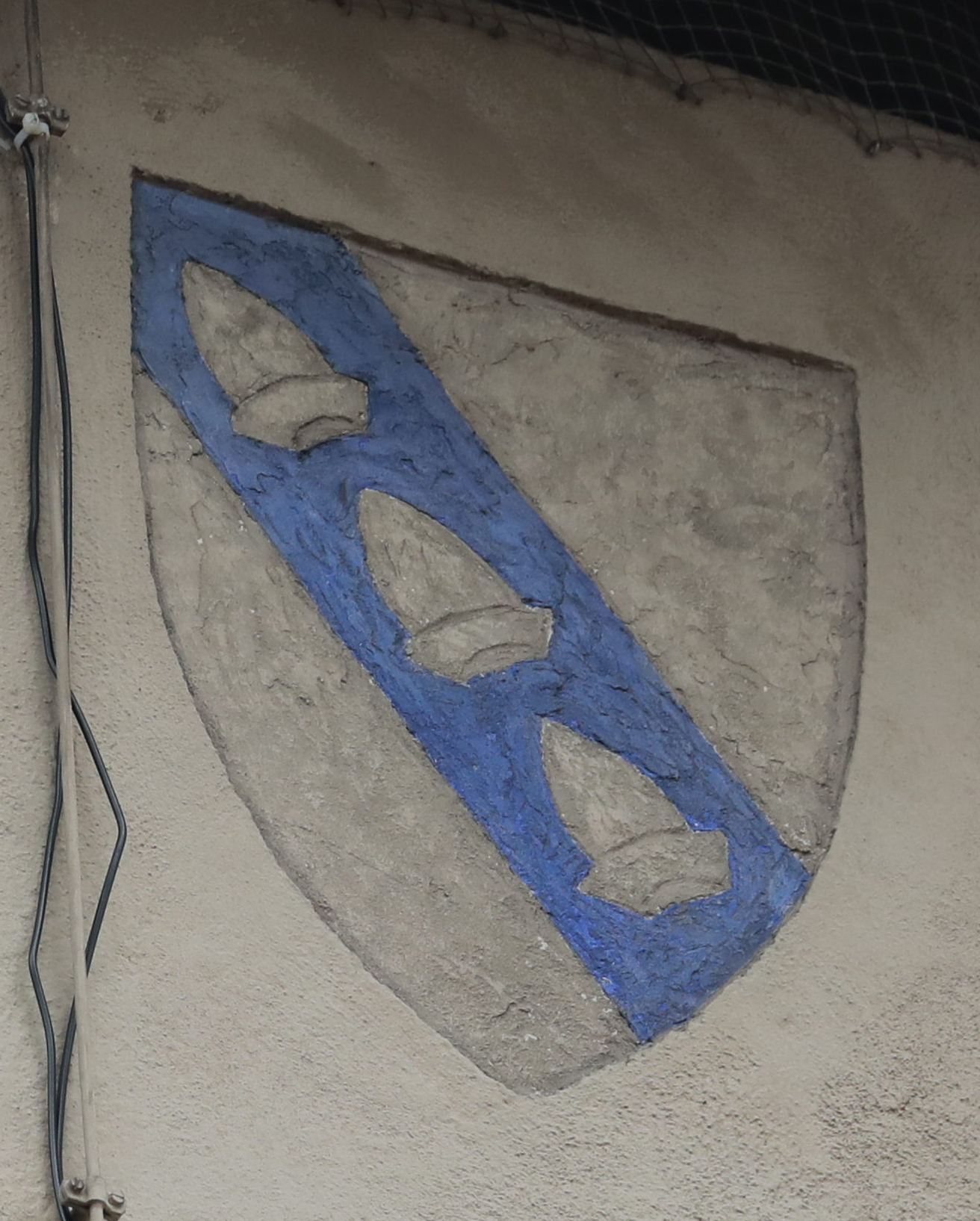
Wappen am Isartor in München

Weil Familienangehörige der Judmann Kaiser Ludwig dem Bayern in der Schlacht bei Mühldorf geholfen haben sollen, ist ihr Wappen am Isartor verewigt.

## Wappen
Das Wappen der Familie zeigt in silber einen blauen, rechten Schrägbalken mit drei weißen Judenmützen.
Das Wappen wurde am 2. August 1515 mit dem Wappen der Löffelholz von Kolberg gemehrt und letzteren verliehen. Ein Bezug der Familie Löffelholz zur zu dem Zeitpunkt ausgestorbenen Familie Judmann wird in den verschiedenen Wappenbüchern nicht aufgezeigt.